# ماریو بونگه
ماریو بونگه (انگلیسی: Mario Bunge؛ زاده ۲۱ سپتامبر ۱۹۱۹ – درگذشته ۲۵ فوریه ۲۰۲۰) فیلسوف و فیزیک‌دان اهل آرژانتین بود.